# Лесс, Александр Лазаревич
Александр Лазаревич Лесс (5 сентября 1909 года, Харьков — 7 августа 1972 года, Москва) — русский писатель, журналист, фотокорреспондент и полярник.

## Биография
Родился в Харькове, в семье булочника.
После кончины отца в 1922 году работал репортером в Харьковской газете «Висти». В 14 лет опубликовал свой первый рассказ в газете «Юный спартак». В 1932 году в качестве спецкора газеты «Вечерняя Москва» участвует в первом арктическом перелете из Москвы на Игарку на самолете «ЮГ-1» под руководством полярного летчика Бориса Григорьевича Чухновского. В 1933 году в качестве спецкора газеты «Известия» участвует в арктическом плавании к мысу Челюскин на ледоколе «Александр Сибиряков». С 1935 по 1936 год прошел весь Северный морской путь от Архангельска до Владивостока.
С 1937 года по октябрь 1941 года заведовал редакцией газеты «Музыка» и художественным отделом газеты «Советское искусство». С января 1942 года выпускающий газеты «Вечерняя Москва». Во время войны в качестве военного корреспондента освещал работу лётчиков 1-й, 5-й, 16-й и 17-й воздушных армий Авиации Дальнего Действия и ВВС Балтфлота. В 1942 году награждён знаком «Почётный полярник». В 1956 году участвовал в большом арктическом перелёте на самолете «СССР Н-523» на дрейфующую станцию «Северный полюс-6». Действительный член Географического общества СССР с 1957 года.
Страстный ценитель и знаток музыкального театра, блестящий мастер художественной фотографии, Александр Лазаревич Лесс оставил множество портретов видных представителей любимого им искусства.

## Артистические портреты Ал. Лесса

Конкурс им.Чайковского.М. 1970г. Л.Б. Коган , А.Л. Лесс,Мария Каллас
Джером Хайнс. Москва. 1970 г.
Маргерита Гульельми. Москва. 1966 г.
Тито Гобби.  Москва.1970 г.